# Походи Романа Диогена против Турака Селџука
Током своје краткотрајне владавине (1068—1071) византијски цар Роман Диоген је предузео 4 похода против Турака Селџука чији је циљ био њихово протеривање из Јерменије и повратак изгубљених тврђава и земаља. Његови походи окончали су се битком код Манцикерта (1071), након које је политичким превратом свргнут са трона. Диоген је након тога ослепљен усијаним гвожђем и после свега месец дана је умро од последица. Свргавањем Диогена окончали су се покушаји византијских царева да зауставе продор и протерају Турке Селџуке који су током наредне деценије загосподарили целом Малом Азијом користећи се збивањима која су задесила Византију, након, по њу, кобне 1071. године.

## Појава Турака Селџука у Малој Азији
Абасидски халифат, попут Омејада пре њега представљао је непремостиву препреку за продор азијских номадских племена на Блиски исток усмеравајући их на север у бескрајне руске степе. Захваљујући својим колонијама на Криму (Херсон) Византинци су могли да мотре и спутавају номадска племена у њиховом напредовању ка Европи, јер је још Константин Порфирогенит у свом делу „О Управљању Царством“ констатовао да око Црног мора постоји прегршт народа које је могуће потплатити или их на други начин ангажовати да зауставе напредовање другог народа и тиме одраде прљави део посла за Византијско царство.
Међутим у трену када су се снаге Абасида истрошиле на њиховој граници појавили су се Турци Селџуци, који су 1040. године отпочели са пљачкашким походима широм данашњег Ирана и Ирака. Ускоро су проширили своје походе и на краљевину Јерменију, а један њихов одред стигао је и до византијског Трапезунта 1054. године. Већ наредне године Абасиди су поклекли предавши врховну власт бегу Великих Селџука Тугрулу, који постаје први турски султан сместивши своју престоницу у Багдад чиме су Турци Селџуци постали озбиљан фактор на Блиском истоку.

## Грађански сукоби у Византији
У Византији XI века постојале су две снаге сукобљене око власти, које су се смрћу Константина Мономаха 1055. године и нестанком моћних македонских владара нашле у позицији да постављају своје марионетске цареве на трон. Те снаге чиниле су:
- цивилна аристократија на западу царства
- војна аристократија на истоку царства

Војну аристократију чинили су некадашњи пронијари који су својом војном службом задобили богате поседе у Анадолији (у источном делу царства) у којој су љубоморно чували своје позиције. Са друге стране налазила цивилна аристократија која је моћ стекла у цивилној служби, а поседе је добијала на Балкану (у западном делу царства), пошто јој војна аристократија није дозвољавала стицање поседа у Анадолији која је сматрана богатијом од непрегледних балканских кршева.
Након деценије владавине цивилне аристократије, за новог цара 1. јануара 1068. године бива постављен војсковођа из Кападокије Роман Диоген.

## Припреме Романа Диогена
Деценијски грађански сукоби и владавина цивилне аристократије уништиле разориле су одбрамбрену моћ Византије, тако да је приликом ступања на царски престо Роман Диоген располагао малобројном војском плаћеника и градским гарнизонима раштрканим по целом царству.
Због тога је прва одлука новог цара била покретање обнове велике војске тагмате која је запостављана још од смрти Василија II 1025. године, јер су је његови наследници сматрали непотребном, а и плашили су се њене политичке снаге јер је цар био онај иза кога стоји таква сила.
Обнова велике војске протумачена је код његових политичких противника као царев покушај да војном снагом спречи и сузбије њихов утицај, а не као покушај да се уништи опасан непријатељ државе, јер су Турци Селџуци и даље оперисали на просторима који су недавно придодати царству.

## Први поход (1068)
После само три месеца Диоген је успео да сакупи око 35 000 људи и са њима је кренуо у поход против Турака Селџука којима су у пљачкању и пустошењу Јерменије, Киликије, Кападокије и Ивирије (Грузије) помагали и Арапи из сиријског Алепа.
Византијска војска потукла је противника у две битке код Севастеје и Јеропоља (Ieropolis), али није успела да зада пресудан ударац брзој Селџучкој коњици која је избегавала директан сукоб са Византинцима. Иако је Диоген водио успешну борбу против противника, део Селџука је успео да освоји и опљачка Неоцезареју, након чега је иста судбина задесила и Аморијо.
Долазак зиме приморао га је да у Александрети, јануара 1069. године, оконча поход.

## Други поход (1069)
Већ у априлу 1069. године Роман покреће нови поход који се прво усмерио ка Дорилеону у коме су регрутоване додатне трупе. Потом се византијска војска упутила ка Цезареји. Ту су Селџуци покушали да изненаде Византинце изненадним нападом у трену када је подизан логор, али су Романове снаге успеле да однесу победу, мада са великим губицима. Брзина коњице је поново помогла Селџуцима да избегну отворену борбу и поново је Диогенова пешадија марширала њиховим трагом пустошења који је водио ка престоници Ликоније Икониону.
Потера је уродила плодом и царска војска је код Тарсоса у Киликији потукла Селџуке, побивши том приликом око 2000 Селџука, док су остали спас потражили у арапском Алепу. Након овога је Роман закључио мир са султаном Алп Арсланом, али циљ тј. уништење Турака Селџука није постигао, због чега је у Цариграду расло незадовољство. Диоген се децембра исте године у Клаудијопољу (у Селеукији) укрцао на брод и вратио у престоницу. Иако је однео неколико победа над Селџуцима, Роман је провео већи део времена јурећи за њима о чему сведочи и иронични запис његовог политичког противника и пратиоца на овом походу Михајла Псела да:
Роман нити је знао куда маршира, нити шта му је чинити.

## Трећи поход (1070)
Политичка ситуација у Цариграду се толико заоштрила, да Диоген није смео да напусти град, због чега је вођство над новим походом доделио младом Манојлу Комнину, брату каснијег цара Алексија (1081—1118).
Манојло је расположиве трупе организовао у три линије одбране у покушају да спречи Селџучке продоре:
1. . линија одбране око Мелитене
2. . линија одбране налазила се у пролазу Цамандос
3. . линија одбране код Цезареје

Ова Манојлова тактика је уродила плодом, јер историчари Скилица, Аталијатес и Зонарес пишу о његовим успесима. Међутим главнина селџучких трупа налазила се у то доба у Сирији, заузевши Алеп. Након тога дошло је до битке код Севастеје у којој су Византинци поражени, а Манојло Комнин је са Нићифором Мелисеном и Михајлом Таронитисом заробљен. Иако је Манојло успео да убеди Селџуке да га ослободе и да их регрутује у византијске редове, остали одреди су наставили пљачкање, а међу опустошеним градовима нашла се и Хонија.

## Четврти поход (1071)
Почетком 1071. године Манцикерт и Арје отварају капије и предају се Арслану, након чега Роман обнавља са султаном мир из 1069. године и Арслан се окреће освајањима у Сирији. Диоген након тога подиже војску и преко Никеје, Малагије, Дорилеона стиже у мају до Цезареје, одакле продужава ка Теодосијопољу у који стиже у јулу.
Војска се потом окреће ка језеру Ван код кога се дели на два дела:
- Јован Тарханејотис је повео половину војске да заузме Хилат на југу, одакле се очекивао долазак Турака Селџука
- Роман Диоген је повео другу половину војске ка истоку да заузме утврђени Манцикерт

Манцикерт пред Диогеном отвара капије, док је Тарханејотис налетео на главнину селџучких снага пред којима се, без борбе, повукао према Цариграду не известивши Романа. Иако су били бројчано надмоћнији од Византинаца (око 70.000 на око 20.000), Селџуци се нису упустили у отворену борбу тако да су се на простору између језера Ван и Манцикерта водили мањи окршаји. Тако су Селџуци недалеко од Хилата 24. августа победили Византинце заробивши у борби Василакиса и ранивши Вријенија. Сутрадан су у борбама око реке Мурат Цај Византинци потукли Селџуке који су покушали да их одсеку од извора воде.
Сутрадан је Диоген одлучио да отпочне битку и Византинци су заузели борбену формацију.
- Левим крилом командовао је Нићифор Вријеније
- Центром Роман Диоген
- Док је десним крилом управљао Теодор Алијатес.
- Резервне снаге и чување одступнице поверено је Андронику Дуки.

Након целодневног спорог напредовања, за бржом селџучком војском, која се повлачила стално нападајући и избегавајући отворени сукоб, психички и физички изнурена линија византијске војске су се раздвојила када је предвече Роман наредио заустављање. Пометњу и раздвајање које је настало, искористио је Арслан наредивши својим крилима муњевити напад са циљем разбијања Византинаца на три дела и њиховим опкољавањем. Арслану је посао додатно олакшао Дука који се није зауставио да заштити главнину војске, већ је наставио повлачење ка логору. Лево крило је успело да се пробије из обруча, десно се распало под Селџучким притиском, док је центар снага под Романовим вођством пружио страховит отпор, готово до последњег човека.
Током тешких борби Диоген је рањен, да би по окончају боја био препознат међу заробљеницима и изведен пред Арслана. Том приликом одиграо се чувени хипотетички разговор између њих двојице.
Шта би ти учинио да су мене довели пред тебе као заробљеника?
Можда бих те убио или би те приказао у поворци улицама Цариграда.
Моја казна је далеко стравичнија. Ја ћу ти опростити и ослободити те.
Иако су Селџуци извојевали одлучну победу код Манцикерта, Арслан се није одлучио да поново заузме Манцикерт, већ је одмах закључио мир са Романом.

## Крај Романа Диогена
Непосредно после пораза код Манцикерта на цариградском двору извршен је преврат којим је Роман збачен са власти, а за новог цара проглашен је млади Михајло Дука. Стварни владар био је његов стриц Јован Дука са сарадницима, попут Псела.
Међутим Роман није био спреман да се тако лако одрекне престола и са војском која га је после Манцикерта сачекала у Докеји и људима које је успут сакупио наставио је марш ка Цариграду са циљем обнове своје и Евдокијине управе. У сусрет му је пошла војска на чијем се челу налазио најмлађи Јованов син Константин. До битке је дошло недалеко од Амасије и Романове трупе су поражене и приморане на повлачење. Бивши цар се повукао у своју родну Кападокију у којој је презимео и на пролеће наредне године отпочео је нову кампању. Међутим претрпео је пораз од трупа које је овог пута предводио Андроник Дука, човек који га је код Манцикерта издао, после чега се споразумео са младим Михајлом односно Јованом о окончању борби.
Договором је гарантована безбедност њему и његовим следбеницима, а њему је дозвољен повратак у престоницу. Ово су у име младог цара својим потписима потврдила три митрополита. Међутим бивши цар није стигао до Цариграда, јер је током пута ухваћен и по налогу владајућих људи ослепљен усијаним гвожђем, после чега је спроведен у манастир на острву Проти у коме је врло брзо у лето 1072. године умро од задобијених рана. После његовог ослепљивања Псел му је честитао на мучеништву, јер му је Бог:
одузео очи да би му даровао вид небеске светлости.